# Mosinópolis
Mosinópolis (en griego: Μοσυνόπολις) fue una ciudad de la provincia romana del Ródope, que era conocida hasta el siglo ix como Maximianópolis  (Μαξιμιανούπολις) o, para distinguirla de otras ciudades con el mismo nombre, como Maximianópolis del Ródope.

## Historia
La ciudad de Maximianópolis aparece en fuentes escritas desde el siglo iv en adelante. Sus fortificaciones fueron renovadas por el emperador bizantino Justiniano I, y más tarde fue una base para las operaciones del emperador Basilio II en sus guerras contra los búlgaros.
En el siglo xi, la ciudad era el centro de un distrito (bandon) en el thema de Boleron, y Ana Comneno informa en su Alexiada que había muchos maniqueos viviendo en Mosinópolis a finales del siglo xi o principios del xii. La ciudad fue capturada en 1185 por los normandos, mientras que el monje Efrén dice que la ciudad fue conquista en 1190 por Federico I Barbarroja. La batalla de Mosinópolis, en la que los búlgaros derrotaron a Bonifacio de Montferrato, rey de Tesalónica, ocurrió en sus cercanías en 1207, y fue seguida rápidamente por la destrucción de la ciudad a manos del zar Kaloján de Bulgaria.
El destino de la ciudad a partir de entonces es algo oscuro: reaparece en 1317 como parte del thema de «Boleron y Mosinópolis», y su obispado todavía estaba activo, aunque la historiadora Catherine Asdracha, en su estudio de 1972 sobre el área del Ródope en la Baja Edad Media, sugiere que nunca se recuperó del saqueo de Kaloján y permaneció en ruinas.

## Historia eclesiástica
Los obispos de Maximianópolis del Ródope estuvieron presentes en los concilios ecuménicos de Éfeso (431), Calcedonia (451) y Constantinopla II (553) de los siglos V y vii y en otro concilio de 459.
Desde el siglo vii hasta el siglo ix, la sede episcopal se conoce como arzobispal, lo que le otorga un estado autocéfalo.
En el siglo xiii se convirtió en un obispado latino.
La sede episcopal también se menciona bajo el nombre de Mosinópolis en el Notitiae Episcopatuum de León VI el Sabio, alrededor de 900, en 940 y en 1170. Después de la destrucción de la ciudad, el Patriarcado de Constantinopla en agosto de 1347 autorizó al metropolitano de Trajanópolis a ejercer jurisdicción en lo que había sido la sede de Maximianópolis o Mosinópolis. 